# Романув (Свентокшиське воєводство)
Романув (пол. Romanów) — село в Польщі, у гміні Бодзехув Островецького повіту Свентокшиського воєводства.
Населення — 43 особи (2011).
У 1975-1998 роках село належало до Келецького воєводства.

## Демографія
Демографічна структура на день 31 березня 2011 року:
|          | Загалом | Допрацездатний вік | Працездатний вік | Постпрацездатний вік |
| -------- | ------- | ------------------ | ---------------- | -------------------- |
| Чоловіки | 17      | 2                  | 12               | 3                    |
| Жінки    | 26      | 6                  | 18               | 2                    |
| Разом    | 43      | 8                  | 30               | 5                    |